# Persoonia virgata
Persoonia virgata är en tvåhjärtbladig växtart som beskrevs av Robert Brown. Persoonia virgata ingår i släktet Persoonia och familjen Proteaceae. Inga underarter finns listade i Catalogue of Life.